# Rajd Polski 1922

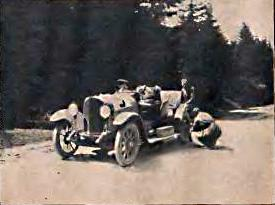
Henryk Liefeldt jadąc Oplem podczas rajdu zajął czwarte miejsce, tu podczas zmiany opony na odcinku do Morskiego Oka

Rajd Polski 1922 (właściwie Rejd Samochodowy; tak brzmiała oryginalna nazwa tego rajdu) odbył się na trasie Warszawa – Kielce – Kraków – Zakopane – Morskie Oko – Warszawa. 

## Lista startowa[1]
| Lp | Kierowca            | Samochód         |
| -- | ------------------- | ---------------- |
| 1  | Winnicki            | Mercedes         |
| 2  | Ludwik Szczęśniak   | Savers           |
| 3  | Feliks Zdziecbowski | Dodge            |
| 4  | Robert Siercke      | Steyer           |
| 5  | Albert Lorenz       | Steyer           |
| 6  | Tadeusz Heyne       | Laurin & Klement |
| 7  | Józef Grabowski     | Fiat             |
| 8  | Jan Hers            | Renault          |
| 9  | Henryk Liefeldt     | Opel             |

## Przebieg
Komandorem rajdu po raz drugi był Włodzimierz Ostoja-Zagórski przewodniczący komisji sportowej AP, który w rajdowe stawce jechał Mercedesem. Organizatorem rajdu był Automobilklub Polski. Wśród dziewięciu startujących załóg, dwie pochodziły z Austrii. Podczas rajdu w Sękocinie zorganizowano tzw. "kilometr lancé" czyli wyścig na dystansie 1 kilometra z wcześniejszym rozbiegiem.Do udziału w rajdzie zgłosiło się 9 kierowców. 
Start nastąpił 20 lipca w Okęciu (9 km od Warszawy). O godzinie 7.30 wystartował pierwszy samochód, następne w odstępach 5 minutowych. Samochód Laurin Tadeusza Heynego nie wystartował z powodu "zatarcia rozpylacza", ponieważ ktoś dosypał do benzyny cukru. Inżynier Heyne na innym samochodzie tej samej marki wystartował dopiero o 10.54, ale jechał poza konkursem. W Kielcach kierowcy mogli zatankować na wojskowej stacji benzynowej i skorzystać z 30 minutowego postoju. Trasę pomogło zabezpieczyć Ministerstwo Spraw Wewnętrznych ustawiając na skrzyżowaniach posterunkowych, którzy wskazywali drogę, zapewniając stacje do tankowania samochodów i miejsca parkingowe w miastach postoju. Po przyjeździe do Krakowa zawodnicy zwiedzili Wawel i inne zabytki miasta, a wieczorem wzięli udział w kolacji.
21 lipca o 9.00 nastąpił start do następnego etapu. Zawodnicy przed nim mieli 50 minut na przygotowanie samochodu. W Zakopanem powitała uczestników rajdu brama z napisem "Witajcie", drugą ustawiono w Morskim Oku. Po południu zawodnicy wrócili do Zakopanego. 22 lipca był dniem odpoczynku, a 23 lipca o 3.00 nastąpił start do ostatniego etapu. W drodze do Krakowa wypadek miał Mercedes Winnickiego, który mijając wóz konny wyłamał barierę i zatrzymał się 20 m od Raby. Kierowca i pasażerowie nie odnieśli większych obrażeń.

## Wyniki końcowe rajdu

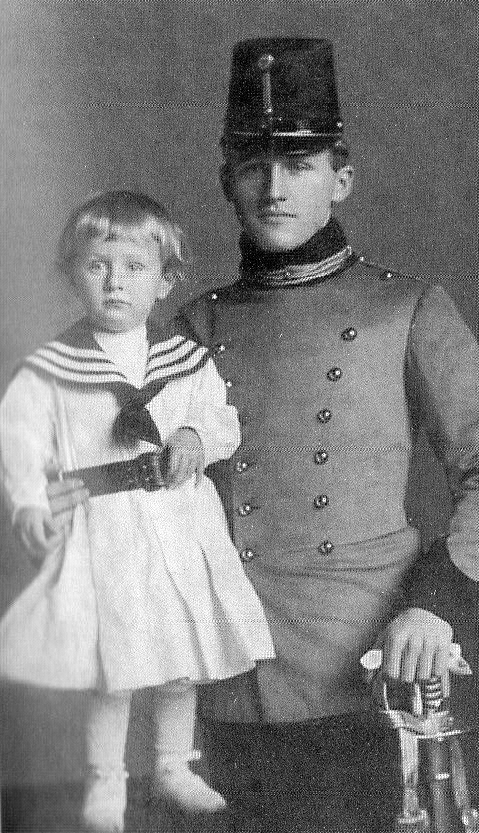
Zwycięzca Rajdu Polski 1922 Albert Lorenz (po prawej) wraz z młodszym bratem na rodzinnej fotografii w roku 1904

## Wyniki końcowe rajdu[3]
| Miejsce | Kierowca        | Samochód |
| ------- | --------------- | -------- |
| 1       | Albert Lorenz   | Steyr    |
| 2       | Robert Siercke  | Steyr    |
| 3       | Józef Grabowski | Fiat     |
| 4       | Henryk Liefeldt | Opel     |